# 水警總區應變大隊
水警總區應變大隊是香港警察因應反對逃犯條例修訂草案運動而組成，成員均抽調於水警總區。

## 歷史
2019年，香港政府欲修訂逃犯條例，引起社會各界不安，有政界人士和民間組織發起遊行、示威，甚至是包圍立法會的行動，為應對潛在的威脅，警方制訂了踏浪者行動，在五個陸上總區以及水警總區設立總區應變大隊，執行防暴任務。
2020年3月，反修例示威活動有所放緩，警方遂將水警總區應變大隊撤回水警總區。
2020年5月，隨著香港的2019冠狀病毒病疫情逐漸受控，加上6月及7月牽涉反修例一周年、六四、七一等多個敏感日子，警方預料示威活動會捲土重來，故實施「踏浪者行動2.0」，恢復原有防暴大隊規模。

## 有關反修例活動的爭議

### 向民主派議員發射催淚彈
在612金鐘衝突中，水警總區警司薛鎮廷下令向位於添美道的示威者發射催淚彈，示威者瞬即四散。當時，民主黨議員胡志偉欲走近警方防線調停，胡表示「我要見指揮官」，但警員未有理會，直接向胡志偉的方向發射催淚彈。

### 多次粗暴干涉記者採訪
2019年10月27日，有示威者發起「追究警暴 守護民眾 與記者同行」遊行，遊行及後演變為警民衝突，並由尖沙咀延伸至旺角、佐敦、黃埔等多個地區。在晚上，警方於旺角執行驅散行動期間，有多名記者遭警員粗暴干涉採訪，經《明報》記者綜合後，發現至少有三宗事件與水警總區有關，包括截查一名明報記者、強行扯甩蘋果日報記者的臉罩，以及拘捕一名網媒《Hong Kong Free Press》自由攝影記者。
兩日後，《明報》記者發現在政府電話簿上，隸屬水警總區、分區、行動科等的22名警官的姓名均被隱藏。警方聲稱，由於有警務人員遭到電話滋擾，故暫時將相關資料隱藏。民權觀察成員王浩賢批評警方做法有違警政透明、向公眾問責的原則，代表著政府不願意與市民接觸，是一大倒退。。

### 嘲諷民主派議員失去耳朵
2020年4月26日晚上，有示威者發起太古城中心「和你唱」活動，警員迅速到場將市民驅散。有市民之後在太古城屋苑再次聚集，東區區議員趙家賢到場了解，並以太古城為私人地方為由，阻止警方無理執行驅散行動。有隸屬水警總區的警員在與趙家賢對峙期間，持續揉搓耳朵逾50秒，懷疑是嘲諷他之前在太古城遇襲，被人咬甩耳廓。趙家賢事後去信平機會，就警員違反《殘疾歧視條例》一事正式投訴。